# Grande Berta (obus)

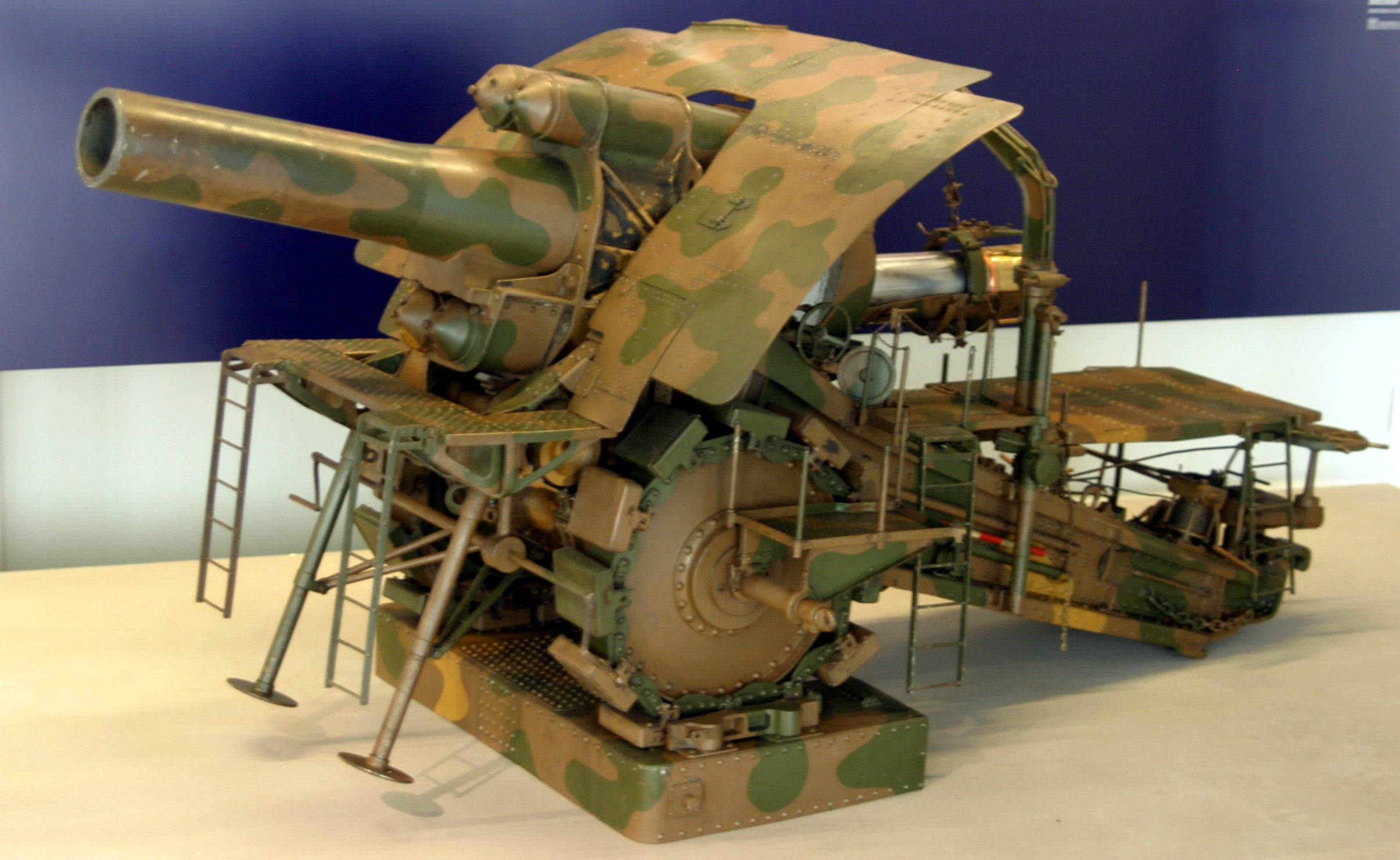
Modelo da Grande Berta do Museu do Exército, em Paris, França

O kurze Marinekanone 14 L/12 de 420 mm (canhão naval curto), ou Minenwerfer-Gerät (M-Gerät), popularmente conhecido como Grande Berta ou Berta Gorda, era um obus de cerco alemão construído pela Krupp AG em Essen, Alemanha e utilizada pelo Exército Imperial Alemão de 1914 a 1918. O M-Gerät tinha um calibre de 420 mm, o que fazia dele uma das maiores peças de artilharia jamais utilizadas em guerra. Foi concebido em 1911 e entrou em produção no ano seguinte. Os disparos de teste começaram no início de 1914 e estimava-se que o obus estivesse disponível em outubro. Quando começou a Primeira Guerra Mundial, as duas armas M-Gerät disponíveis, ainda em protótipo, foram enviadas para Liège e utilizadas para arrasar os fortes Pontisse e Loncin. Os soldados alemães deram à poderosa peça de artilharia a alcunha de "Grande Bertha", que depois se espalhou, através dos jornais alemães, aos Aliados, que a utilizaram genericamente para designar todas as peças de artilharia alemã superpesadas, o que poderá explicar a confusão com o Canhão de Paris, utilizado em 1918, depois de todas as Grandes Bertas terem sido retirados de serviço.